# شهرستان بیاوا پودلاسکا
شهرستان بیاوا پودلاسکا (به لهستانی: Powiat Biała Podlaska) یک شهرستان در لهستان است که در استان لوبلین واقع شده‌است. شهرستان بیاوا پودلاسکا ۲٬۷۵۳٫۶۷ کیلومتر مربع مساحت و ۱۱۳٬۷۶۴ نفر جمعیت دارد.